# Слатина (Монтанская область)
Слатина (болг. Слатина) — село в Болгарии. Находится в Монтанской области, входит в общину Берковица. Население составляет 260 человек.

## Политическая ситуация
В местном кметстве Слатина, в состав которого входит Слатина, должность кмета (старосты) исполняет Елка Георгиева Тодорова (партия АТАКА) по результатам выборов правления кметства.
Кмет (мэр) общины Берковица — Милчо Михайлов Доцов (независимый) по результатам выборов в правление общины.